# Никонов, Владимир Глебович
Влади́мир Гле́бович Ни́конов (род. 29 декабря 1949, Москва) — советский и российский художник-миниатюрист, почётный член Российской академии художеств (2004); математик, доктор технических наук, член-корреспондент Академии криптографии Российской Федерации. Заслуженный художник Российской Федерации (2004).

## Творчество

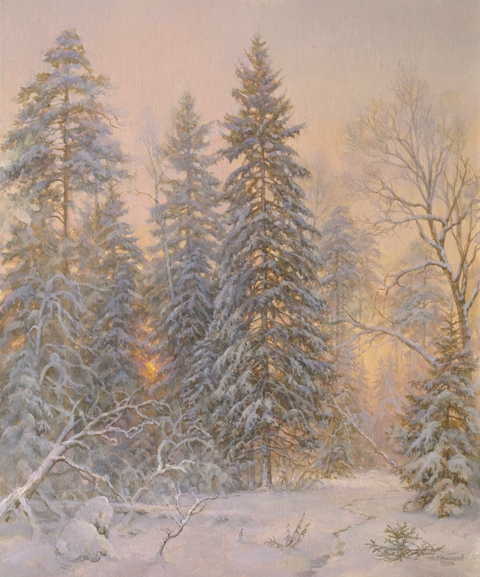
«Закат в зимнем лесу». 2004

Владимир Глебович Никонов работает в редкой технике живописной миниатюры (масло, грунтованный картон). Основные темы его произведений — пейзаж средней полосы России и виды архитектурных памятников, церквей и монастырей. Ряд произведений объединён в циклы «Москва», «Московский Кремль», «Монастыри и храмы России», «Цветы и травы».
«Моя техника живописи маслом позволяет на сравнительно малом поле уловить тонкие цветовые соотношения, передать не только мельчайшие детали, но и особую влажность и светоносность атмосферы. Творчество старых мастеров Саврасова, Шишкина, Поленова, Левитана и особенно близкого по духу Похитонова и определило мои художественные взгляды и ценности», — рассказывал художник.
Его миниатюры распространены по всему миру, они находятся в музейных и частных коллекциях в России, Абхазии, Австрии, Армении, Бразилии, Великобритании, Венесуэле, Германии, Италии, Казахстане, Канаде, Китае, Люксембурге, Молдове, Нидерландах, Португалии, США, Франции, Швейцарии, Швеции, Южной Корее и других странах. Его картины в качестве государственных подарков от имени Президента России неоднократно вручались руководителям стран и общественным деятелям. Его картины были подарены Маргарет Тэтчер, Кофи Аннану, Энтони Блэру, Жаку Шираку, Томасу Клестилю, Ху Цзиньтао, Н. А. Назарбаеву и другим. Четырежды его миниатюры находились на Международной космической станции.
В последние годы В. Г. Никонов создал цикл произведений, посвящённых видам Крыма.
В. Г. Никонов плодотворно работает в области геральдики и фалеристики. Он является одним из разработчиков нового государственного герба России, а также символики и наград ряда ведомств, силовых министерств и общественных организаций.

## Выставки
Картины В. Г. Никонова неоднократно выставлялись в Администрации Президента РФ, в Арсенале Московского Кремля, в Большом Кремлёвском Дворце, в Московском фонде культуры, в Государственном центральном музее современной истории России, в здании Сената, культурном центре АПН, в музеях и выставочных залах Москвы и Подмосковья, Нижнего Новгорода, Ульяновска и других российских городов.
Работы В. Г. Никонова участвовали во Всемирной выставке миниатюры в Париже и на выставках в Бельгии, Великобритании, США и Швеции.

## Отзывы
«Самое важное в жизни человека — связь с природой. Лик Родины — это пейзаж, который окружает с детства, формирует национальный характер и передает тайные мысли, настроение и любовь к жизни.
Всеми любимы пейзажи Саврасова, Левитана, Шишкина, Федора Васильева, Нестерова, Колесникова и Горбатова. Когда я посмотрел миниатюрные работы-пейзажи, написанные Владимиром Глебовичем Никоновым, — я с новой силой испытал чувство любви к нашему столь милому сердцу пейзажу средней полосы России. Художник влюблен в русскую природу, в бескрайние дали с храмами на косогорах, в голубые весны, в разливы рек, в золото осенних листьев. Отрадно видеть, что любовь к искусству и русской земле, русской деревне и русскому лесу явилась
свидетельством таланта художника, математика по профессии, и именно любовь к Божьему миру отличает его работы от работ многих художников-профессионалов, которые ставят себя в природе, а не природу в себе.»
Глазунов, Илья Сергеевич

## Репродукции
Репродукции картин В. Г. Никонова можно найти в альбоме
- Галина Чурак. Владимир Никонов. М., «Белый город», 2003.

Издательством «Белый город» выпущены сборники открыток:
- Выпуск 1. Дворцы Южного берега Крыма в миниатюрных пейзажах Владимира Никонова.
- Выпуск 2. Гурзуф в миниатюрных пейзажах Владимира Никонова.
- Выпуск 3. Виды Гурзуфа в миниатюрных пейзажах Владимира Никонова.
- Выпуск 4. Владимир Никонов. Цветы.
- Выпуск 5. Владимир Никонов. Санкт-Петербург и его окрестности.

Ежегодно выпускаются календари, богато иллюстрированные репродукциями картин В. Г. Никонова.

## Научная деятельность
Большинство математических работ В. Г. Никонова посвящено теории булевых и k-значных функций, пороговой логике, нейронным сетям.
Названия некоторых работ приведены ниже:
- В. Г. Никонов. Классификация минимальных базисных представлений всех булевых функций от четырёх переменных (1994).
- В. Г. Никонов. Покрытия булевых графов (1994).
- Г. В. Балакин, В. Г. Никонов. Методы сведения булевых уравнений к системам пороговых соотношений (1994).
- В. Г. Никонов. Нейросетевые представления булевых преобразований (1997). (Диссертация на соискание ученой степени доктора технических наук по специальности: «Теоретические основы информатики»)
- В. Г. Никонов, Н. В. Никонов. Запреты k-значных функций и их связь с проблемой разрешимости систем уравнений специального вида (2003).
- В. Г. Никонов. О существовании минимальной, но не кратчайшей ортогональной дизъюнктивной нормальной формы (2007).
- В. Г. Никонов, Н. В. Никонов. Особенности пороговых представлений k-значных функций (2008).
- В. Г. Никонов. О строении строго выпуклых k-значных функций (2011).

## Общественная деятельность

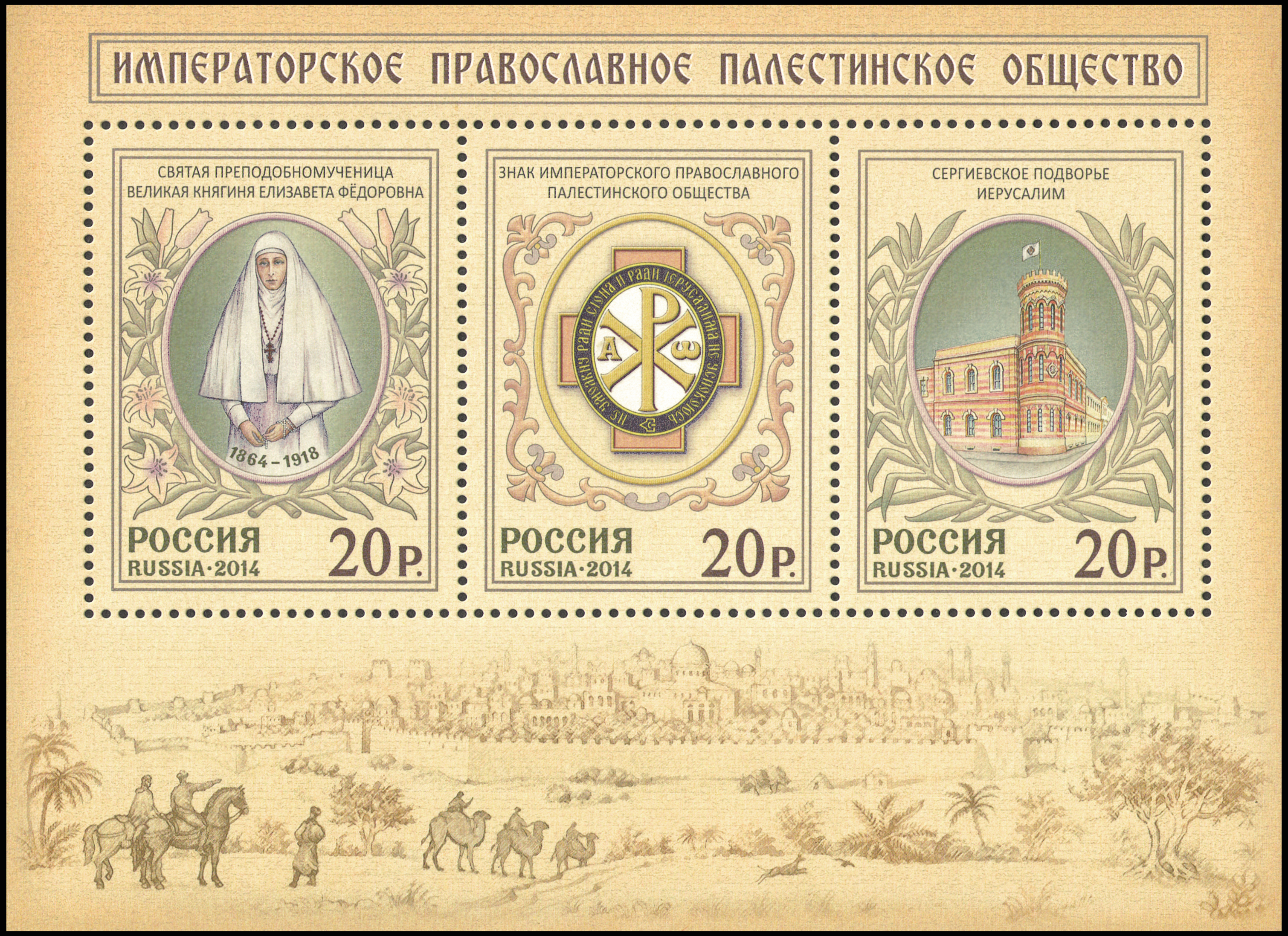
Блок почтовых марок, разработанный В. Г. Никоновым

В. Г. Никонов является членом президиума Российской академии естественных наук, действительным членом Международной академии информатизации, членом Геральдического совета города Москвы.
Владимир Никонов является действительным членом Императорского православного палестинского общества, автором сувенирных знаков и наград ИППО, блока почтовых марок и юбилейного знака к 150-летию со дня рождения великой княгини Елизаветы Фёдоровны.